# Kendujhar
Kendujhar est une ville indienne située dans le district de Kendujhar dans l'État de l'Orisha. En 2001, sa population était de 51 832 habitants.

## Source de la traduction
- (en) Cet article est partiellement ou en totalité issu de l’article de Wikipédia en anglais intitulé « Kendujhar » (voir la liste des auteurs).